# Juan José García y Álvaro
Juan José García y Álvaro (1701-1783) fue un religioso español, obispo de Coria.

## Biografía
Nacido el 15 de agosto de 1701 en Budia, hijo de Juan García y Juana Álvaro, como dicen su partida de bautismo y su genealogía, que se conservaban en el archivo de la Universidad Central. Fue bautizado en la iglesia parroquial de su localidad natal e hizo sus estudios en Alcalá, siendo bachiller en cánones el 23 de febrero de 1718, licenciado el 27 del mismo mes de 1722, y doctor en ambos derechos en 8 de septiembre del año siguiente. Perteneció al colegio de Málaga, a ella unido, desde el 28 de octubre de 1718, y en él fue alumno durante doce años, y rector. Cuando se hizo sacerdote, le facilitaron el nombramiento de teniente del vicario de Alcalá, y visitador y vicario general de Alcalá, Cazorla y Ciudad Real. En septiembre de 1736 obtuvo la prebenda doctoral de Sigüenza, nemine discrepante; y el 25 de mayo de 1750 le propuso el rey para la mitra de Coria, que aceptó. Durante su etapa como obispo tuvo lugar el terremoto de 1755 de Lisboa. Murió a finales de 1783, y la Gaceta del 16 de enero siguiente hizo de él elogio. Tuvo aficiones literarias, aunque aplicándolas poco, y contribuyó a la formación del Índice de la Recopilación de su amigo, maestro y paisano Magro y Zurita, al que honró con una composición poética. Le dedicó unas Cartas edificantes, escritas por Manuel Martín Herrero, el editor de las mismas José Sánchez.